# Mount Carmel, Illinois
Mount Carmel là một thành phố thuộc quận Wabash, tiểu bang Illinois, Hoa Kỳ. Năm 2010, dân số của thành phố này là 7284 người.

## Dân số
Dân số qua các năm:
- Năm 2000: 7982 người.
- Năm 2010: 7284 người.